# 坦寧魏爾湖

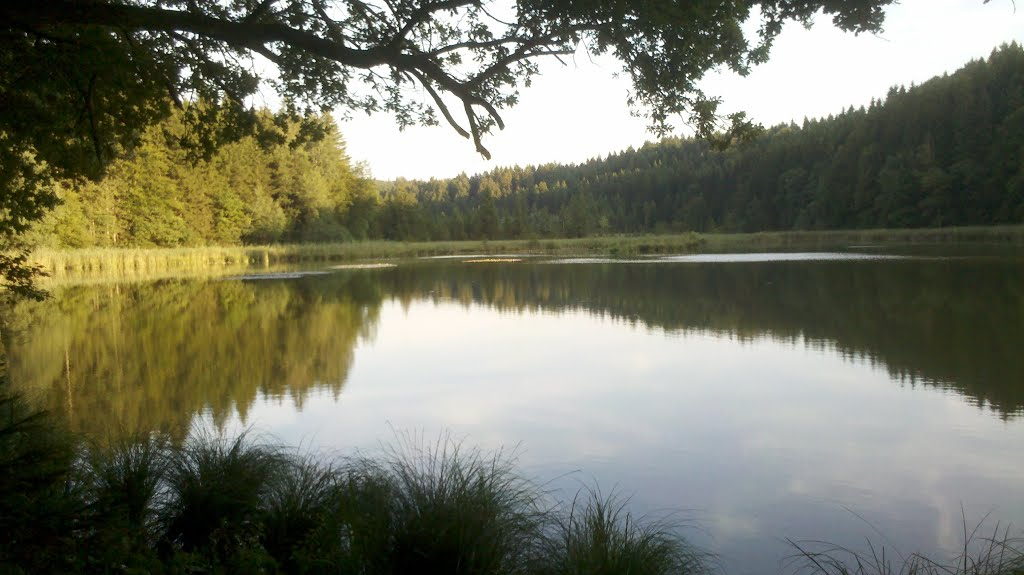

47°55′14″N 11°33′31″E / 47.920685°N 11.558536°E
坦寧魏爾湖（德語：Thanninger Weiher），是德國的湖泊，位於該國東南部，由巴伐利亞州負責管轄，處於埃格靈附近，海拔高度646米，平均水深2米，最大水深3米，該湖泊有歐洲鯉、丁鱥、白斑狗魚、白梭吻鱸、歐洲鰻鱺、鱒等魚類棲息。